# El Alba Leridana
El Alba Leridana fou el primer periòdic publicat a la ciutat de Lleida. Va néixer el 1859 i es deixà d'editar el 1870. Defensava els interessos locals de l'època i és considerat l'iniciador de la Renaixença catalana a la regió de Ponent, ja que els principals personatges del moviment hi escrivien les seves reflexions. No obstant això, el periòdic era en castellà. Altres mitjans van seguir-lo: Aquí estoy (1859-1970), El Cronicón Ilerdense (1875) i la Revista de Lérida (1876).